# 莊搢
莊搢（1638年—1701年），字書采，直隸常州人，清朝政治人物，進士出身。
康熙五年（1666年）鄉試中舉，康熙九年（1670年）登進士，歷任山西臨縣知縣，升騰越州知州。之後擔任戶部員外郎、刑部郎中。再外任陝西榆林道、湖廣武昌道。后經刑部尚書王士禛舉薦，進入京師，擔任刑部律例馆纂修。